# Toméo Vergès
Toméo Vergès, né 1953 à Olot en Espagne, est un danseur et chorégraphe espagnol de danse contemporaine.

## Biographie
Après un diplôme de médecin, Toméo Vergès s'installe en France en 1980, et devient un danseur des compagnies de Maguy Marin et Carolyn Carlson aux débuts de la nouvelle danse française. Il crée sa propre compagnie intitulée Man Drake en 1992 et développera grâce à elle son langage chorégraphique intense et extrêmement physique sur fond de roman noir et de surréalisme.

## Principales chorégraphies
- 1992 : Chair de poule
- 1995 : À consommer sur place
- 1996 : Salto mortal
- 1997 : La Logique du parquet
- 1998 : Asphyxies
- 1999 : Pas de panique d'après Le Con d'Irène d'Aragon
- 2002 : Pièce(s) détachée(s)
- 2004 : R.O.T.S. (radiations, ondes, turbulences)
- 2005 : Body Time
- 2008 : Idiotas